# GM E2XX

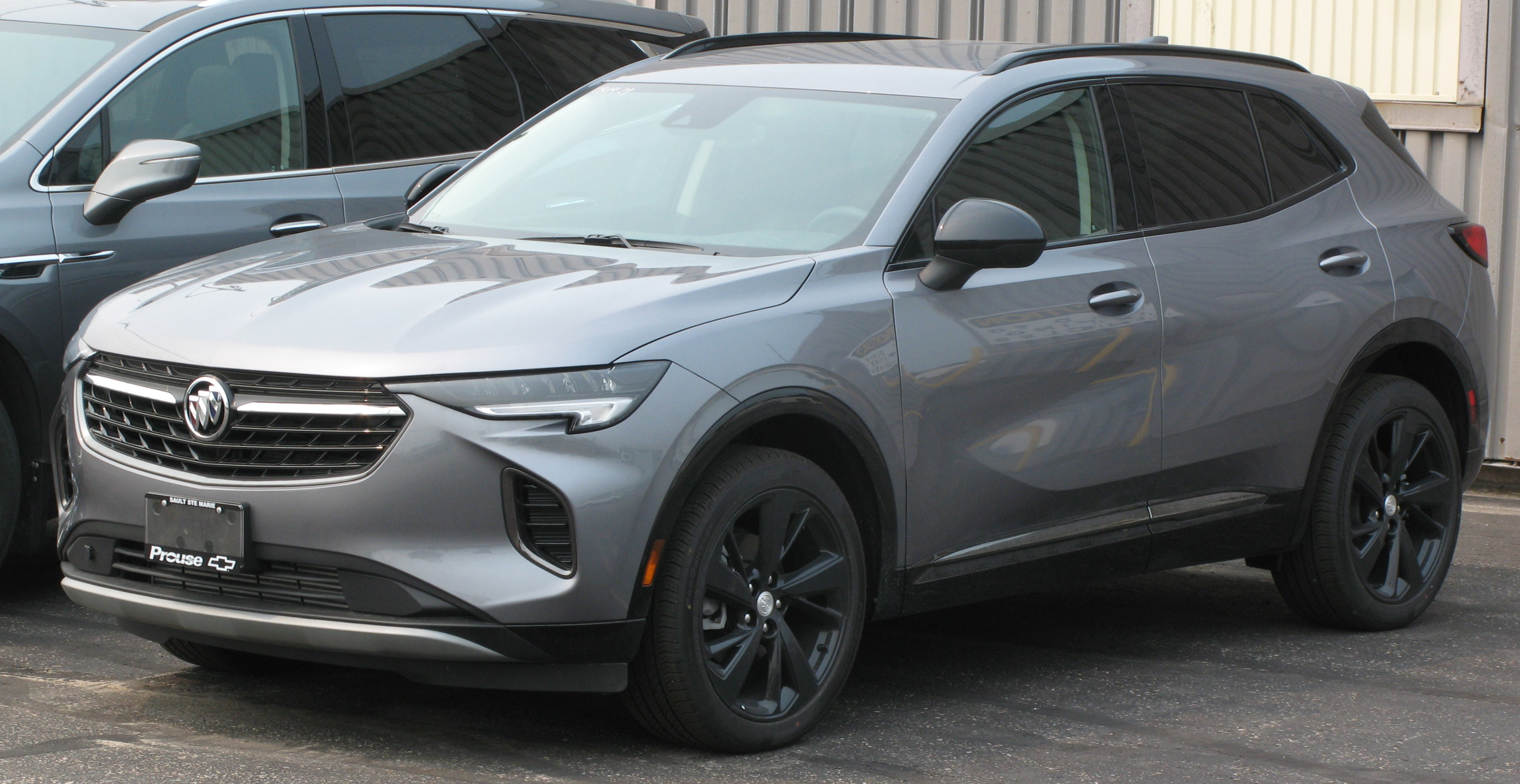
Buick Envision Essence AWD, gebaseerd op het E2XX-platform

De GM E2XX is een platform van General Motors. Het is een licht gewijzigde versie van het Epsilon II-platform dat ontworpen werd door Opel in Rüsselsheim, Duitsland. Het E2XX-platform is gericht op gewichtsvermindering en langere wielbases. Het P2XX-platform is een variant op GM E2XX en heeft een langere wielbasis; het C1XX-platform is de cross-over-variant van GM E2XX.
Officieel wordt het platform aangeduid als E2. De eerste X wordt dan vervangen door de code van het voertuigtype en de tweede X door het automerk (voorbeeld: E2UB = E2 Utility vehicle Buick). In de praktijk wordt het platform echter E2XX genoemd.
De ontwikkeling van dit platform was onderdeel van het voornemen van General Motors uit 2014 om het aantal platforms terug te brengen van 26 naar 4. De Chevrolet Malibu was de eerste auto die gebruik maakte van E2XX.

## Modellen op GM E2XX
- 2016-heden: Chevrolet Malibu
- 2017-heden: Opel Insignia
- 2017-heden: Vauxhall Insignia
- 2018-heden: Buick Regal
- 2018-2020: Holden Commodore (ZB)
- 2019-heden: Cadillac XT4
- 2021-heden: Buick Envision

## Modellen op GM P2XX
- 2016-heden: Buick LaCrosse (derde generatie)

## Modellen op GM C1XX
- 2017-heden: Cadillac XT5
- 2019-heden: Chevrolet Blazer